# 亚历山德拉·巴斯蒂杜
亚历山德拉·巴斯蒂杜（英語：Alexandra Bastedo，1946年3月9日—2014年1月12日），是一名英国演员和活动家。她最著名的表演是出演1968年的《神勇鬥士》。她还是一名素食主义者，她并以动物保护活动者而闻名。
2014年1月12日，她因为乳腺癌病重，在英国医院去世。